# Ganaxolone
La ganaxolone, vendue sous le nom de marque Ztalmy, est un médicament utilisé pour traiter les crises d'épilepsie des patients porteurs d'un trouble déficitaire en kinase cycline-dépendante de type 5

## Usage médical
Il est utilisé dans personnes atteintes d'un trouble déficitaire en kinase cycline-dépendante de type 5 . Il peut être utilisé chez les enfants âgés d'au moins 2 ans. Le médicament est pris par voie orale.

## Mode d'action
Il s'agit d'un modulateur positif du récepteur de l'acide gamma-aminobutyrique, un stéroïde neuroactif.

## Effets secondaires
Les effets secondaires de ce médicament comprennent la somnolence, la fièvre, l'augmentation de la salive ou les allergies saisonnières. D’autres effets secondaires peuvent inclure des pensées suicidaires .

## Histoire
Le médicament a été approuvé pour un usage médical aux États-Unis en 2022. Il s'agit d'un médicament orphelin en Europe et non approuvé au Royaume-Uni en 2022. Aux États-Unis, cela coûte environ 133 000 dollars américains  pour une personne âgée d'environ 4,5 ans en 2022.